# الخزجة (مسورة)

تعديل مصدري - تعديل

الخزجة هي إحدى قرى عزلة شعيان بمديرية مسورة التابعة لمحافظة البيضاء، بلغ تعداد سكانها 130 نسمة حسب تعداد اليمن لعام 2004.